# 中华人民共和国广播电视法
《中華人民共和國廣播電視法》是中華人民共和國正在製定的一部規範在中華人民共和國境內從事廣播電視活動行爲的專項法律。

## 立法背景
中華人民共和國廣播電視領域長期存在着基礎性法規滯後缺位，法規規章制定依據不足的現象。在本法提出製定前，僅有以國務院令形式頒布的行政法規《廣播電視管理條例》以及廣電總局引申《廣播電視管理條例》下發的各類部門規範性文件來實施比照性監管。然而《廣播電視管理條例》最大問題是監管主體很有限，主要是各地廣播電台、電視台。隨着近年來廣電總局將廣播電視節目製作部分業務對社會開放，以網絡視聽爲代表的新業務快速發展，從業主體和從業者快速增加，舊有法規已不能適應目前行業發展變化和日常管理需要。

## 立法過程
2019年10月30日，國家廣播電視總局在其官網發布《國家廣播電視總局2019-2028年立法工作规划》，在這份規劃中明確提及，總局將推動《中華人民共和國廣播電視法》立法工作，十年內完成制定工作。
2021年3月16日，國家廣播電視總局在其官網發布《中華人民共和國廣播電視法(徵求意見稿)》，爲其1個月面向全社會徵求本法相關建議。